# Nicarete coquerelii
Nicarete coquerelii is een keversoort uit de familie van de boktorren (Cerambycidae). De wetenschappelijke naam van de soort werd in 1896 als Ouphalacra coquerelii gepubliceerd door Léon Marc Herminie Fairmaire. Het type werd verzameld op Madagaskar.